# Franz Xaver Hasenöhrl

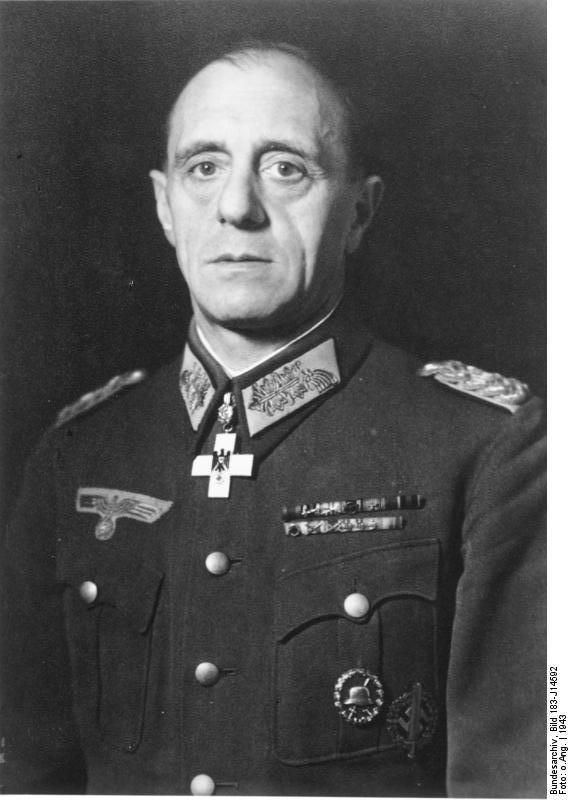
Franz Xaver Hasenöhrl, hier als Kriegsverwaltungsvizechef

Franz Xaver Hasenöhrl (* 2. August 1891 in Wien; † 21. Juni 1943) war ein Politiker der NSDAP und deutscher Verwaltungsbeamter.

## Leben und Wirken
Hasenöhrl trat 1910 als Berufsoffizier in das österreich-ungarische Heer ein. Er nahm am Ersten Weltkrieg teil, wobei er 1915 in russische Kriegsgefangenschaft geriet. Aus Sibirien gelang ihm die Flucht nach China. Er wurde dort als Kaufmann tätig.
Zum 1. Januar 1932 trat er der NSDAP bei (Mitgliedsnummer 776.421), im selben Jahr gründete er in China die dortige Auslandsorganisation der NSDAP. Im Mai 1934 leitete Hasenöhrl von Schanghai aus die NSDAP-Landesgruppe China und war für die Landesgruppen Holländisch-Indien und Britisch-Indien tätig.
Als Hauptmann der Reserve a. D., Ministerialrat z.V. im Reichsministerium für Volksaufklärung und Propaganda und Gauamtsleiter der NSDAP kandidierte er auf deren Wahlvorschlag bei der Wahl zum nationalsozialistischen Reichstag am 29. März 1936, wurde aber nicht gewählt. Er wohnte damals in Berlin-Dahlem, Kronprinzenallee 72.
Im Zweiten Weltkrieg wurde Hasenöhrl, qualifiziert durch seine Sprach- und Landeskenntnisse, beim Wirtschaftsstab Ost als Kriegsverwaltungsvizechef für die Bearbeitung von Transportfragen eingesetzt. Später kam er zu den Reichswerken Hermann Göring, wo er mit der Wahrnehmung der Schifffahrtsfragen im Osten betraut war.
Ein aus Anlass seines Todes vermutlich von der NSDAP veröffentlichtes Foto zeigt ihn in der Uniform eines Kriegsverwaltungsvizechefs der deutschen Wehrmacht, dekoriert mit dem Ehrenzeichen für deutsche Volkspflege I. Stufe.
Franz Xaver Hasenöhrl starb am 21. Juni 1943 im Alter von 51 Jahren an einem Leiden, das er sich während seines Kriegseinsatzes im Osten zugezogen hatte. Die Beisetzung fand am 26. Juni auf dem Waldfriedhof Dahlem in Berlin statt.